# ペリエ (ミネラルウォーター)

ペリエのロゴ

ペリエ（フランス語: Perrier）とは、ネスレグループのスパークリング・ナチュラルミネラルウォーターのブランド。本社はパリ近郊イシー＝レ＝ムリノーに置かれている。日本では、ネスレ日本（通販にてケースのみ）、日仏貿易（びん）、ジュピターインターナショナルコーポレーション（500ミリリットルPET単体）から販売されている。

## 概要
世界140カ国の喫茶店やレストランで飲まれている、最も有名な炭酸水である。特にヨーロッパでは、ペリエを置いていない飲食店は無いと言われるほどであり、食前酒代わりにペリエを飲む習慣もある。きめ細かく、長くはじける炭酸が特徴である。1863年にミネラルウォーターを産業として認可したナポレオン3世が、ペリエを「フランスの誇り」と絶賛したという。
ペリエの源泉であるヴェルジェーズの湧き水は、自然の状態で炭酸を含んでいる。水と天然炭酸ガスは別々に採取され、ボトリングの際に採取した炭酸ガスを浄化した水に注入することで、ヴェルジェーズの湧き水と同等の炭酸濃度を持つペリエが作られている。
「ペリエ」の名は、1898年に水源の所有権を買い取り、ボトリング設備とボトル開発に注力した、フランス人医師のルイ・ペリエ博士に由来する。博士は水源をイギリス人へリースしていたが、英仏協商の後1906年、ジョン・ハームズワース（William Albert St John Harmsworth）が水源を買収した。彼はイギリス国王の勅許状を得ていた。ジョンが死亡すると、1933年5月19日政令によりペリエは公共事業となった。ヴィシー政権の接収に遭い、第二次世界大戦後リニューアルのため株式を上場した。
水源を買収したジョンの兄弟に、ハロルド・ハームズワースがいる。ハロルドの孫ヴィアー・ハームズワースは娘（Geraldine Theodora Gabriel）を、ダヴィッド・ジョージ・オギルヴィー（David Ogilvy）の息子（David John Ogilvy）と結婚させた。ダヴィッド・ジョージの兄弟アンガス（Angus Ogilvy）は、王女アレクサンドラの伴侶であった。
イギリス王室との関わりをもちながら、ペリエは民営化された。そして1976年に、アメリカ合衆国へ進出した。

## 欧州水戦争
1992年ペリエはネスレに買収されたが、そのプロセスは英国水道事業民営化の延長にあり、欧州水戦争と評された。
1991年11月28日、フィアットのアニェリが支配する持株会社IFINTがエクソールの2/3を買収しようとした。エクソールはペリエの筆頭株主であった（35％）。IFINTの目的は、したがってペリエを傘下とすることにあると考えられた。IFINTと組んで公開買い付けを担当したのはソジェンであった。これは奇襲であった。スエズ金融とクレディ・アグリコルはエクソールの大株主であったが（それぞれ10.5％と5.93％）、IFINTやソジェンから事前連絡を受けておらず、当然に反発した。
1992年1月6日、アニェリ側がエクソールとペリエの社長を兼ねるジャック・ヴァンサン（Jacques Vincent）と計り、もう一つの持株会社IFILが資本参加している製糖会社サン・ルイ（Saint Louis）をつかって、ペリエの13.8％を取得した。1月15日、証券取引所評議会（Consail des Bourses de Valeaurs）は、一般投資家を保護する株式公開買付け原則に抵触するという理由で、エクソール、オミンコ（エクソールとソジェンの合弁持株会社）、ソジェンおよびサン・ルイの4社に、ペリエの株式公開買付けを強制するよう命令した。すぐにアニェリ側4社は命令の無効を主張して、パリ商事控訴院に訴えた。

## ネスレとBSN
そこでネスレがスエズと組んで、審理を待たず1月22日、ペリエのビッドへ名乗りを上げた（総額134.2億フラン）。そしてアニェリ側と資本提携していたBSNが、事前連絡を受けなかった不満を動機として、メインバンクのラザードをともない、ネスレ側へ寝返った。BSNはネスレにボルヴィックの営業譲渡を約束させていた。証券取引委員会（Commission des Operationsde la Bourse）が、サン・ルイによるペリエ株取得には内部者取引の疑いがあるとして調べを進めていた。ネスレ陣は好機とみて、政府に公開買い付けを申請しつつ、アニェリ側の保有するペリエ株凍結およびサン・ルイによる買収取消を裁判所に訴えた。2月16日、大蔵大臣がビッドを承認した。オイルマネー（Arab Banking Corporation）も参加して、ペリエ株は騰貴した。2月26日、パリ商事控訴院が証券取引所評議会の見解を支持しアニェリ側の訴えを棄却した。3月4日、証券取引所評議会と証券取引委員会がBSNのビッドを公式に認めた。3月6日、ニームの商事裁判所がアニセリ側保有のペリエ議決権つき株式の1/3凍結および2年以内に支配率を23.7％へ下げることを命令した。3月16日、パリ商事裁判所はサン・ルイによる買収を違法かつ無効と判断した。

## ステークホルダー
1992年3月23日に両陣営は妥協を成立させた。骨子は以下。①アニェリ側がエクソール株のビッド価格を1320フランから1450フランに引き上げ、ネスレ・スエズがペリエ株のビッド価格を1475フランから1700フランに引き上げること。②エクソールとソジェンは保有するペリエ株を新価格でネスレに譲渡すること。③BSNがエクソールへの対抗ビッドを撤回し、アニェリ側がエクソールを完全買収し、ワイン事業と不動産事業を保有すること。ただし、BSNもエクソールのビッドに参加し、エクソールの51％を超える株式につき1/10をBSNが保有すること（支配比9：1）。④エクソールとソジェンは、サン・ルイに対し、ペリエ株取得にかかった費用15.3億フラン、その利子額、および提訴取り下げの合意代金2.1億フランを支払うこと。
紛争の参加者はいずれも何らかの利益を手にしたが、3月25日ビッドは欧州委員会に停止されて審査に付された。
サン・ルイはロスチャイルドの縁故ヴォルム（Worms & Cie）に36％支配されていた。IFILはヴォルムの7.4％、サン・ルイの6.4％、BSNの5.8％を支配していた。BSNはラザードが6％、クレディ・アグリコルが1.8％、預金供託金庫が5％支配していた。エクソールは公開買い付け前で、IFINTが39.8％、Corinne Mentzelopoulosが14.1％、クレディ・アグリコルが6％、預金供託金庫が5.5％支配していた。ペリエ買収をめぐる資本関係には大衆貯蓄機関も少なからず関わっていた。
買収劇でアニェリ側の結束が乱れていたといわれている。アニェリグループは三方面で仏蘭西市場への投資活動を強化していた。まずフィアットがアルカテル・アルストムに6％参加していた。次にトリノのIFILがラザードやヴォルムと金融コネクションを編み上げていた。そしてルクセンブルクのIFINTはクラブメッドなどに参加していた。これら三方面のうちルクセンブルクのIFINTだけが、フランス市場へ参入するにあたり電撃戦で臨もうとしていた。

## 成分等
- カルシウム - 147.3 (mg/L)
- マグネシウム - 3.4 (mg/L)
- ナトリウム - 9 (mg/L)
- カリウム - 0.4 (mg/L)
- 炭酸水素イオン - 420 (mg/L)
- 硫酸イオン - 42 (mg/L)
- 塩化物イオン - 23 (mg/L)
- 硬度 - 381.9（硬水）
- pH - 6.0
- 水源 - 南フランス、ヴェルジェーズ
- 殺菌方法 - 無殺菌

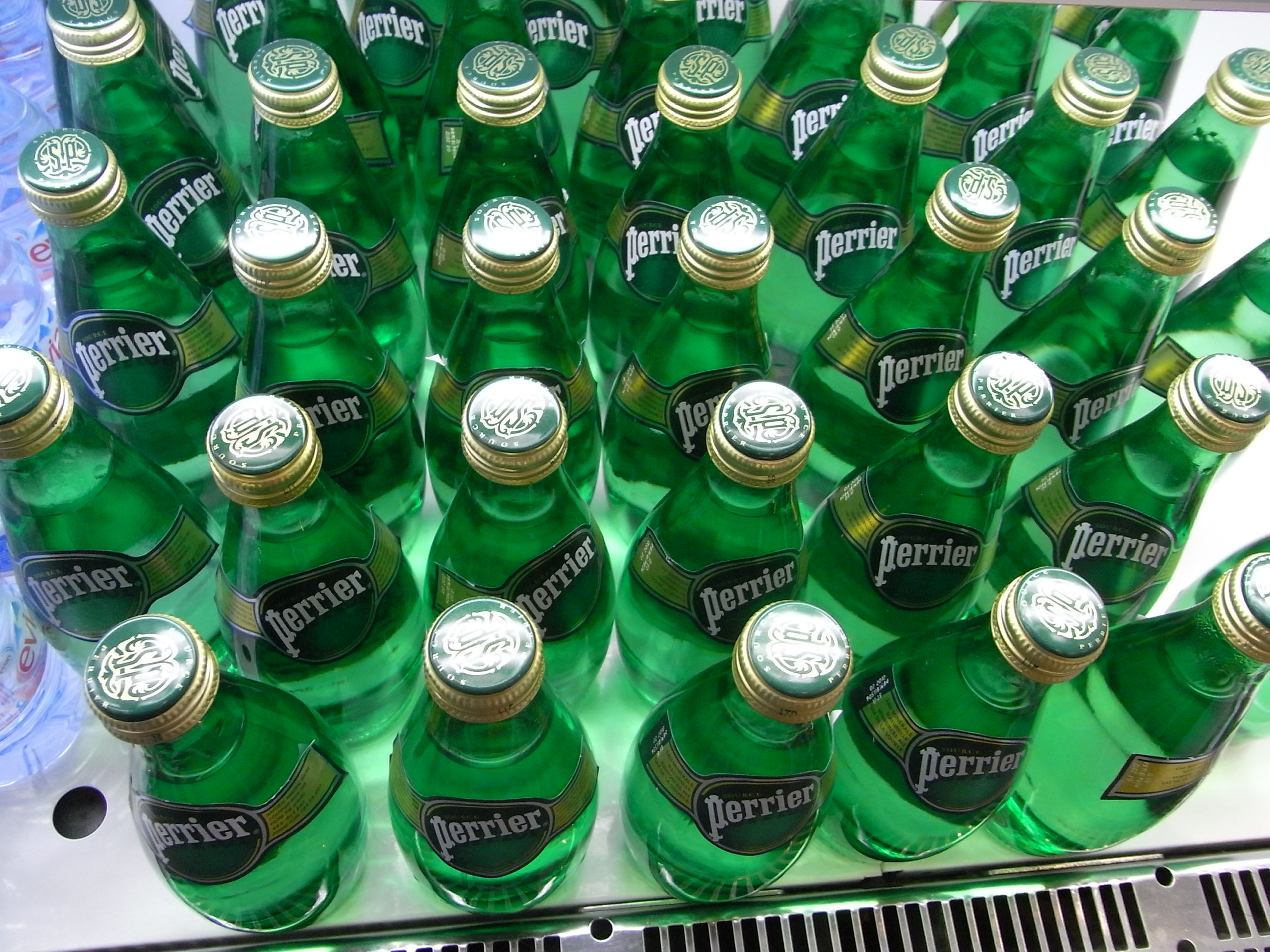
ペリエのボトル

- ボトリング状況 - 採水地で直接ボトリング

## 商品ラインナップ
基本的には瓶入りで販売されるが、500mlのペットボトル入り、330mlの缶入りのタイプもある。
- ペリエ プレーン
  - 200ml
  - 330ml
  - 500ml
  - 750ml

- ペリエ ライム
  - 330ml
  - 500ml
  - 750ml

- ペリエ レモン
  - 330ml
  - 500ml
  - 750ml